# Bannière d'Ejin
La bannière d'Ejin (chinois : 额济纳旗 ; pinyin : Éjìnà Qí) est une subdivision administrative de la ligue d'Alxa, dans la région autonome de Mongolie-Intérieure. Située en bordure et à l'intérieur du désert de Gobi, elle comprend toutefois un importante rivière, elle aussi nommée Ejin. Cet emplacement a parfois valu une certaine importance à la région. En particulier, la ville de Khara-Khoto a été un centre commercial entre le XIe et le XIVe siècle. Aujourd'hui, la bannière d'Ejin représente un espace en marge très peu peuplé. Elle comptait officiellement 16 159 habitants en 1999, soit guère plus d'un habitant pour dix kilomètres carrés. Son principal pôle d'activité est le port spatial de Jiuquan, fondé en 1958.